# Лучни минут
Лучни или угловни минут (1') је мерна јединица за величину угла и износи 60-и део једног лучног (или угловног) степена, а садржи 60 лучних (или угловних) секунди.